# Alcocer (Guadalajara)
Alcocer ist ein zentralspanischer Ort und eine Gemeinde (municipio) mit 315 Einwohnern (Stand: 2024) in der Provinz Guadalajara in der Autonomen Region Kastilien-La Mancha. Die Gemeinde gehört zur dünnbesiedelten Region der Serranía Celtibérica.

## Lage und Klima
Der Ort Alcocer liegt auf der Westseite des Iberischen Gebirges in einer Höhe von ca. 780 m. Die Provinzhauptstadt Guadalajara ist ca. 65 km (Fahrtstrecke) in nordwestlicher Richtung entfernt. Das Klima im Winter ist gemäßigt, im Sommer dagegen warm bis heiß; die eher geringen Niederschlagsmengen (ca. 425 mm/Jahr) fallen – mit Ausnahme der nahezu regenlosen Sommermonate – verteilt übers ganze Jahr.

## Bevölkerungsentwicklung
| Jahr      | 1857  | 1900  | 1950  | 2000 | 2019 |
| Einwohner | 1.623 | 1.441 | 1.400 | 313  | 313  |

Aufgrund der Mechanisierung der Landwirtschaft, der Aufgabe bäuerlicher Kleinbetriebe und des daraus resultierenden Verlusts von Arbeitsplätzen ist die Einwohnerzahl der Gemeinde seit der Mitte des 20. Jahrhunderts stark rückläufig (Landflucht).

## Wirtschaft
Die Wirtschaft des Ortes basierte jahrhundertelang im Wesentlichen auf Selbstversorgung; städtische Märkte waren zu weit entfernt. Ackerbau war in der gebirgigen und felsigen Landschaft nur sehr eingeschränkt möglich; man widmete sich deshalb vorrangig der Viehwirtschaft, deren haltbare Produkte (Käse, Fleisch und Wolle) manchmal von fahrenden Händlern aufgekauft wurden.

## Geschichte
Auf dem Gemeindegebiet wurden iberische, keltische und römische Spuren entdeckt. Der Ortsname stammt aus der Zeit der islamisch-maurischen Besetzung, die hier im Jahr 1177 mit der Eroberung Cuencas durch Alfons VIII. von Kastilien endete. Um die Mitte des 13. Jahrhunderts kam der Ort in den Besitz von Doña Mayor Guillén de Guzmán, der Geliebten von König Alfons X. von Kastilien. Nach ihrem Tod (1262) fiel der Besitz an ihre Tochter Beatrix von Kastilien, die ihn später dem Infanten Don Juan Manuel verkaufte. Die Katholischen Könige machten aus dem Besitz im Jahr 1475 das Herzogtum Infantado und übergaben es an Diego Hurtado de Mendoza y Guevara (1417–1479); der Herzogstitel blieb bis ins 21. Jahrhundert erhalten.

## Sehenswürdigkeiten

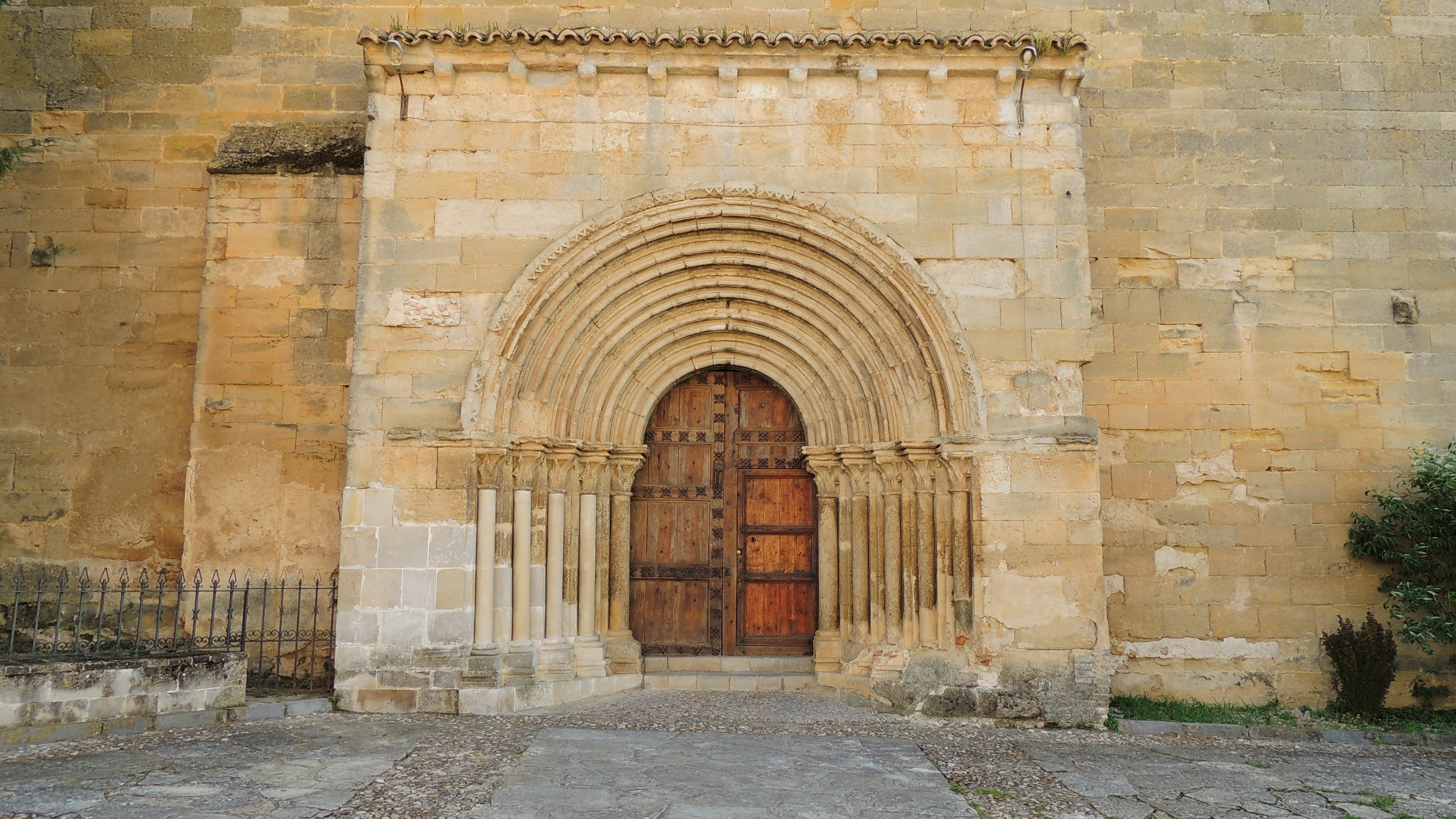
Romanisches Portal der Kirche

- Die Kirche Nuestra Señora de la Asunción entstand im 13. Jahrhundert; sie wurde jedoch danach immer wieder erweitert und verändert. Das romanische Stufenportal auf der Südseite verweist noch auf die Entstehungszeit. Der Glockenturm (campanario) mit seinem Laternenaufsatz entstammt dem 16. Jahrhundert. Das Innere der Kirche ist dreischiffig und wird von Rippengewölben überspannt. Ungewöhnlich sind die schmalen gotischen Fenster der Mittelapsis.[6][7]
- Von der mittelalterlichen Stadtmauer sind nur wenige Reste erhalten.[8]